# جیران (مادر آقامحمدخان قاجار)
جیران مادر آقامحمدخان قاجار (مؤسس سلسله قاجار) و حسینقلی‌خان جهانسوز (پدر فتحعلی‌شاه، همسر محمدحسن‌خان قاجار اشاقه‌باش و دختر اسکندرخان قوانلو بود.
او زنی شجاع، مدیر و دانا، عاقل و سیاستمدار توصیف شده‌است و تا زمان مرگ مدیریت طایفه اشاقه‌باش قاجاریان را بر عهده داشت و در تمام وقتی که محمدحسن‌خان در شهرهای مختلف در پی جنگ با مخالفان بود، او بر این سمت قرار داشت. اصلیت وی ترک‌نژاد است و نام او براین گرفته شده‌است. آقامحمدخان در دوران کودکی تیراندازی، سوارکاری و خواندن و نوشتن و حفظ قرآن را نزد مادرش آموخت.
مدفن او، در گرگان، و پایین تپه قلعه خندان است.